# 时事辩论会
时事辩论会（英语：Current Affairs Debate），是凤凰卫视的一档评论类节目，2003年3月开播，停播前安排于凤凰卫视资讯台首播，凤凰卫视中文台重播。
2017年9月12日，《时事辩论会》暂停播出，虽然未有官方證實消息，但節目的官方網站已無法瀏覽，2018年正式停播。

## 播出时间[4]（春節暫停）
- 首播：凤凰卫视资讯台，香港时间星期一至五12:30-13:00
- 重播：凤凰卫视中文台，香港时间星期二至六5:55-6:25；凤凰卫视资讯台，香港时间星期二至六0:30-1:00、6:30-7:00

## 节目特色与内容
节目为直播，场外观众可通过现代科技（即通过节目互动），随时加入争论。节目讨论的内容通常是最新的新闻报道，嘉宾方面，则包括记者和专家。

### 知名报道
- “恒大模式”能否拯救中国足球？（2013.11.11） [5][6]

- 在2013年9月14日，推出了特别节目《2013探索中日大智慧》，使用中文和日文，其中日文部分还设有同声传译。[7][8][9]

## 主持人
在节目里，主持人通常被称为“会议主持”。
- 程鹤麟
- 黄海波
- 刘庆东
- 程治平